# Parc naturel de Daan-Viljoen-Wildpark
Le parc naturel Daan Viljoen Wildpark est une réserve naturelle de Namibie.

## Dimension
La superficie du parc est de 39,53 kilomètres carrés.

## Localisation
Le Daan Viljoen Wildpark est situé sur la route C28 (en), à environ 24 kilomètres à l'ouest de Windhoek. Le parc fait partie du Khomashochland (de) aux nombreuses vallées et montagnes escarpées.
Le barrage d'Augeigas et son réservoir est localisé dans le parc.

## Histoire
La réserve de Daan Viljoen a été fondée en 1962.

## Faune et flore
La végétation est typique de la savane de montagne et est composée notamment de buissons épineux.
Plusieurs sentiers de randonnée parcourent le parc ainsi que deux itinéraires circulaires pour véhicules, desquels de nombreuses espèces animales peuvent être observées, dont le grand koudou, l'oryx, le gnou et le zèbre de montagne.
Le parc est également connu pour ses nombreuses espèces d'oiseaux.

## Liens externes

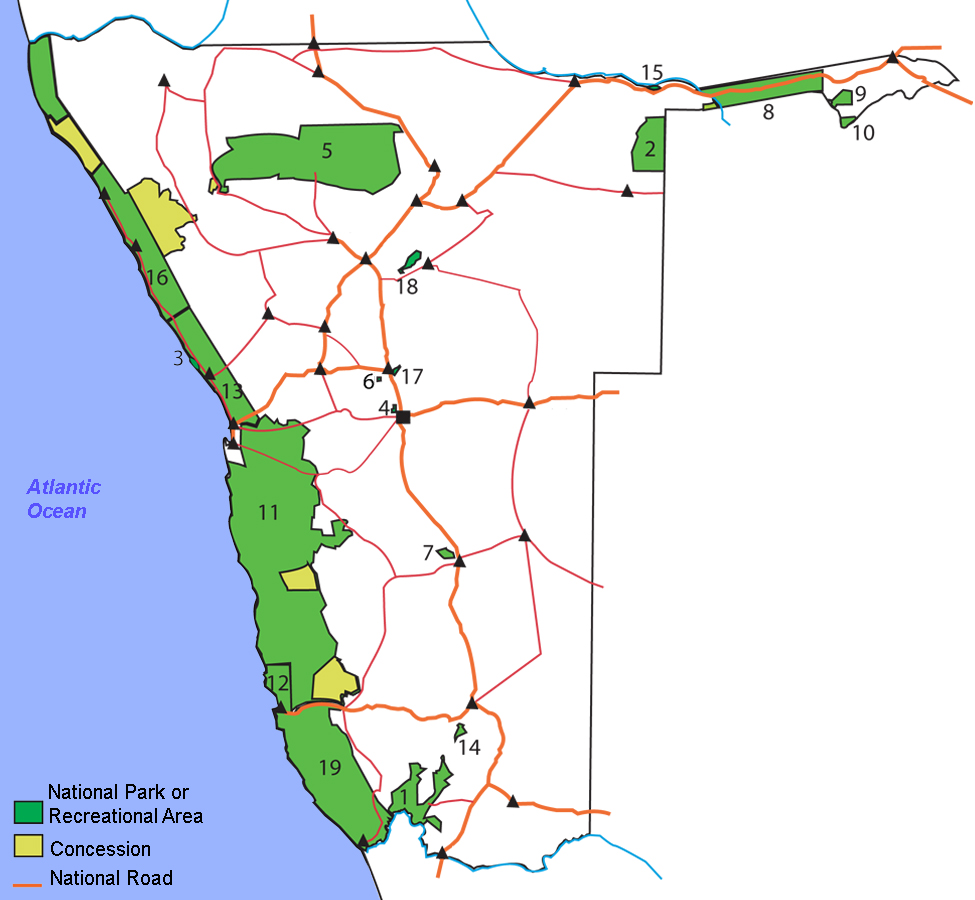
Parcs nationaux en Namibie.
Le Daan Viljoen Wildpark est le no 4.